# Глиссирование

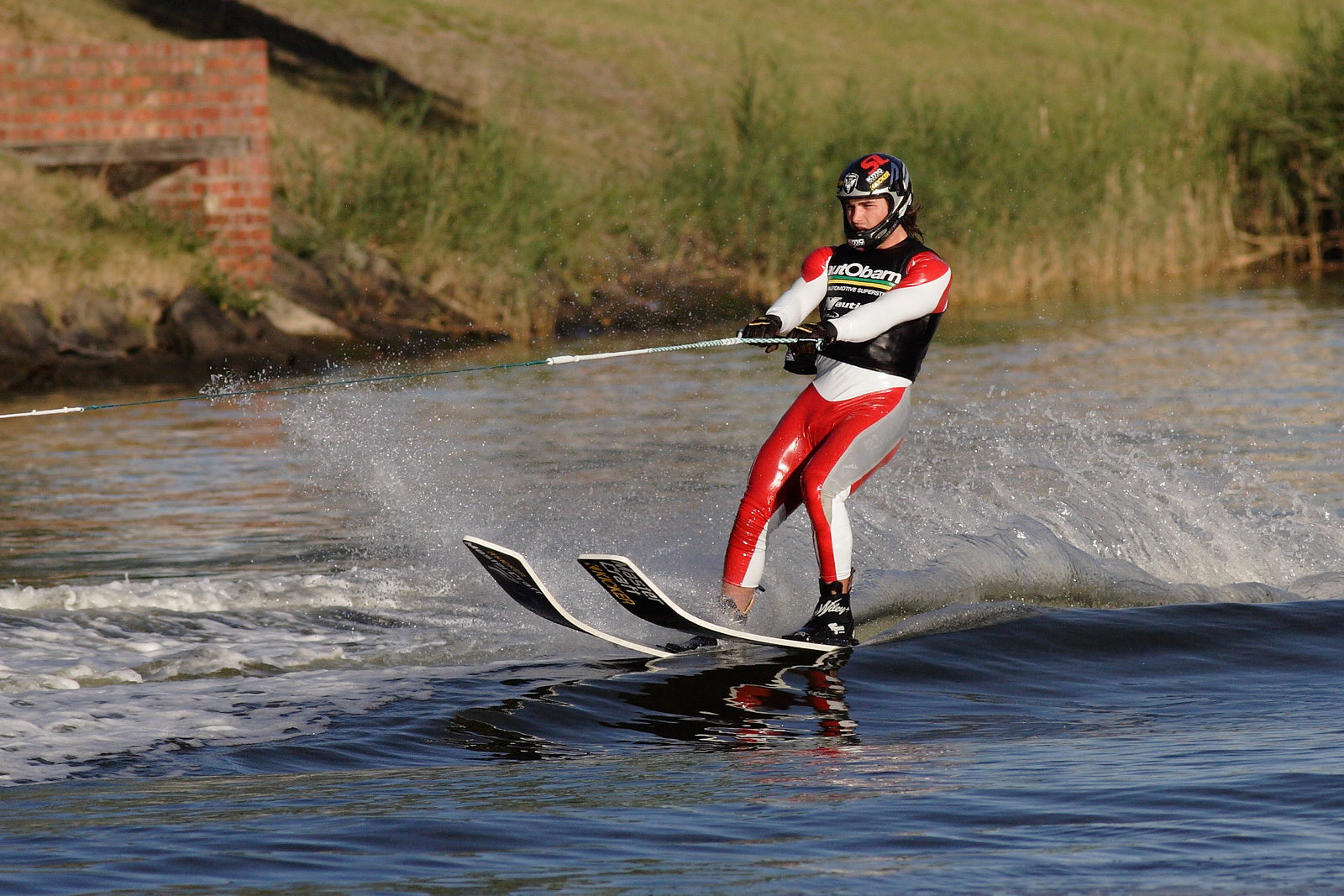
Глиссирование на водных лыжах.

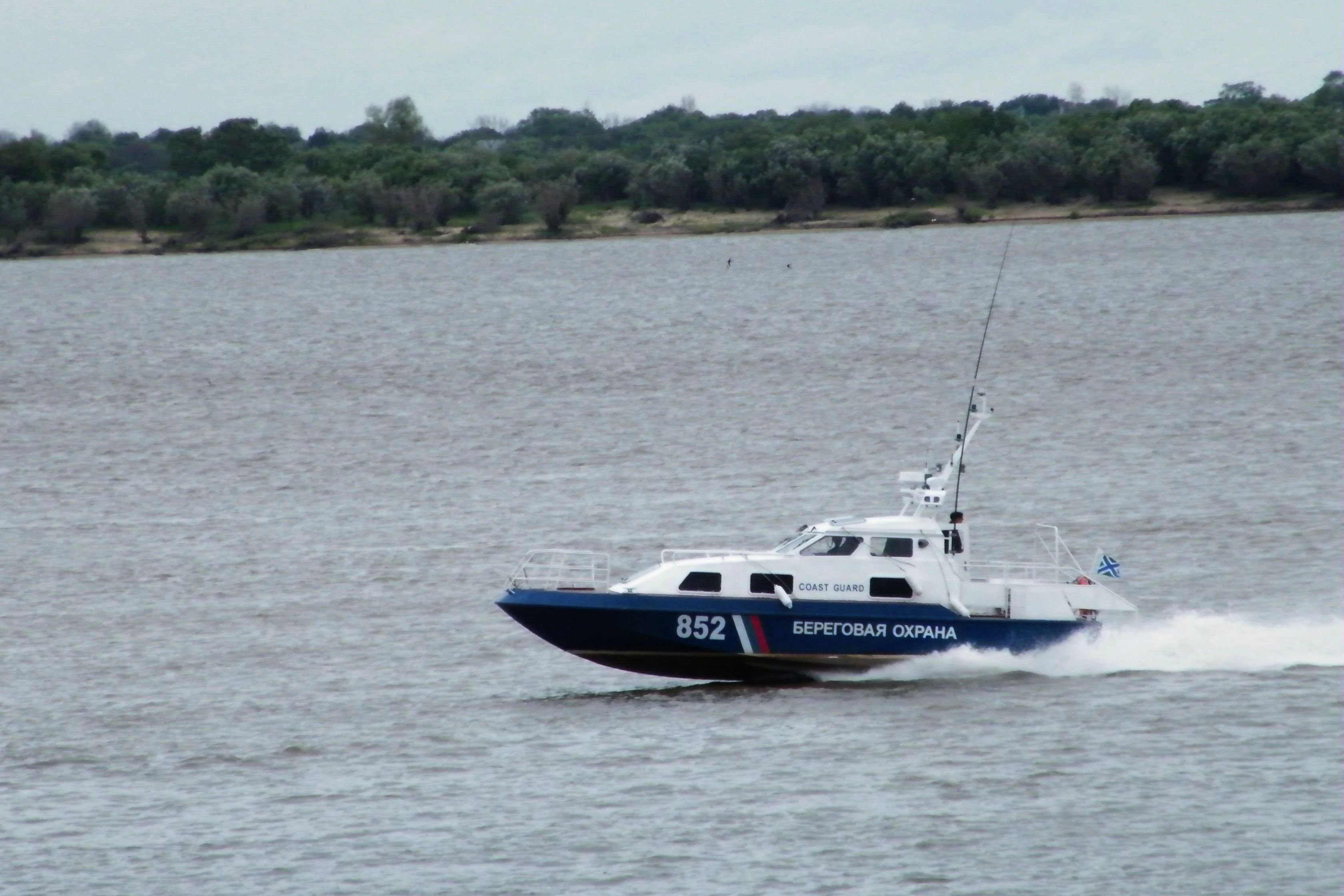
Пограничный катер движется в режиме глиссирования.

Глисси́рование — это движение по воде, при котором предмет удерживается на её поверхности только за счёт скоростного напора воды, то есть он скользит по водной глади. При выходе на глиссирование происходит резкое уменьшение сопротивления движению. Усилие, необходимое для выхода на глиссирование, намного превышает усилие, необходимое для поддержания этого режима. Глиссирование является одним из примеров движения в точке сверхнеустойчивого равновесия. При глиссировании сила поддержания обусловлена главным образом динамической реакцией воды, действующей на поверхность объекта, соприкасающегося с ней, а роль гидростатических сил незначительна. Соотношение между гидростатическими и гидродинамическими силами поддержания зависит от скорости самого объекта. Поскольку с увеличением динамических сил изменяется посадка, скоростной режим характеризуется диаграммой зависимости погружения от числа Фруда (Fr) по водоизмещению Ргд = и/ V&VA/7 > где v — скорость объекта, g — ускорение свободного падения, Л — весовое водоизмещение, у — удельный вес воды.
Например, парусная доска полностью выходит из воды, перестаёт раздвигать её корпусом и начинает скользить, стремительно ускоряясь. Камешек, запущенный по воде и прыгающий по поверхности, также глиссирует.
У водоизмещающих судов с круглоскулыми обводами обтекание сопровождается замывом бортов, вызывающим увеличение полного сопротивления. Чтобы избежать этих явлений, для быстроходных судов применяют остроскулые обводы, иногда называемые обводами типа Шарпи, способствующие отрыву воды от корпуса. При Fr >> 2,5 подобные обводы снижают сопротивление судна по сравнению с круглоскулыми обводами. Повысить мореходность глиссирующих судов и снизить перегрузки на волнении можно путём придания днищу судна килеватости. Вместе с тем, увеличение килеватости ведёт к некоторому росту сопротивления. Сопротивление глиссирующих судов может быть изменено благодаря применению специальных уступов на днище — реданов, однако мореходность реданных судов несколько хуже. Для малых глиссирующих судов (прогулочные и спортивные катера) наравне с традиционными обводами применяют обводы сложной формы типа тримарана, морских саней с продольными реданами, выдвижных гидролыж и т. д.